# Hamburg Süd
A Hamburg Südamerikanische Dampfschifffahrts-Gesellschaft A/S & Co KG, chamada simplesmente de Hamburg Süd, foi uma empresa transportadora marítima de mercadorias alemã fundada em 1871.

## História
Duas vezes, nas duas guerras mundiais, a Hamburg Süd perdeu a totalidade de seus navios, que foram confiscados pelos vencedores dos conflitos, como indenização de guerra. Ambas as vezes a companhia reiniciou sua frota do zero.
Em 1999, a Hamburg Süd adquiriu o controle acionário da Aliança Navegação e Logística Ltda. & Cia., uma tradicional companhia privada de navegação brasileira, do grupo Fischer. Além da frota própria original da Aliança, que era composta de treze navios (onze conteineires e dois de granéis), a empresa passou a utilizar espaço dos navios da Hamburg Süd.
A Hamburg Süd pertencia desde 1955 ao Grupo Oetker mas em 2016 foi vendida à Maersk, com 120 navios próprios. A operação brasileira (longo curso e cabotagem) utiliza 15% dessas embarcações, algumas dessas embarcações foram compradas em leilão público ao Lloyd Brasileiro, na época de sua falência.